# Tiga Juhar
Tiga Juhar is een bestuurslaag in het regentschap Deli Serdang van de provincie Noord-Sumatra, Indonesië. Tiga Juhar telt 2284 inwoners (volkstelling 2010).